# XDR DRAM
XDR DRAM – pamięć o wysokiej wydajności. Pamięć XDR została zaprojektowana, aby zapewnić najwyższą wydajność urządzeń w nią wyposażonych. Został w niej wyeliminowany problem dużych opóźnień. Właścicielem praw do technologii XDR jest Rambus. Pamięć XDR jest wykorzystywana m.in. w konsoli Sony PlayStation 3.